# 2013 FO28
2013 FO28 est un objet de la ceinture de Kuiper considéré comme twotino.

## Caractéristiques
2013 FO28 mesure environ 203 kilomètres de diamètre.